# Pterolophia fasciatus
Pterolophia fasciatus là một loài bọ cánh cứng trong họ Cerambycidae.